# Поломское сельское поселение (Белохолуницкий район)
Поломское се́льское поселе́ние — муниципальное образование в Белохолуницком районе Кировской области Российской Федерации.
Административный центр — село Полом.

## История
Поломское сельское поселение образовано 1 января 2006 года согласно Закону Кировской области от 07.12.2004 № 284-ЗО.

## Население
| 2010 | 2012 | 2013  | 2014 | 2015 | 2016 | 2017 |
| ---- | ---- | ----- | ---- | ---- | ---- | ---- |
| 1062 | ↘994 | ↗1003 | ↘964 | ↘922 | ↘893 | ↘858 |
| 2018 | 2019 | 2020  | 2021 |      |      |      |
| ↘838 | ↘802 | ↘777  | ↘727 |      |      |      |

## Состав сельского поселения
| № | Населённый пункт | Тип населённого пункта       | Население |
| - | ---------------- | ---------------------------- | --------- |
| 1 | Высоково         | деревня                      | 1         |
| 2 | Иванцево         | село                         | 270       |
| 3 | Кормилята        | деревня                      | 12        |
| 4 | Леушинцы         | деревня                      | 61        |
| 5 | Мезень           | деревня                      | 28        |
| 6 | Полом            | село, административный центр | 690       |